# Maurice Ewing
Maurice Ewing, ameriški geofizik in oceanograf, * 12. maj 1906, † 4. maj 1974.
Po njem so poimenovali raziskovalno ladjo R/V Maurice Ewing.